# Class and No Class
Class and No Class è un film muto del 1921 diretto da W.P. Kellino (con il nome Will P. Kellino).
È l'esordio cinematografico dell'attrice teatrale Marie Ault: nella sua carriera, l'attrice reciterà in 71 pellicole, tra cui Il pensionante di Alfred Hitchcock.

## Produzione
Il film fu prodotto dalla Westminster Ltd. e dalla Gaumont British Picture Corporation.

## Distribuzione
Il film uscì nelle sale cinematografiche del Regno Unito nel novembre 1921.